# Федеральна поліція Бельгії
Федеральна поліція Бельгії — федеральний правоохоронний орган Бельгії, який займається міжрегіональними операціями, виконує обов'язки судової поліції та допомагає місцевим поліцейським органам і іншим федеральним органам. Наразі федеральна поліція налічує 12 262 працівників. Керівником організації є Генеральний комісар. Наразі цю посаду займає Катерін де Боллє.

## Структура
- Офіс Генерального комісара
  - Директорат оперативної поліцейської інформації
  - Директорат міжнародної поліцейської взаємодії
  - Директорат із зв'язків з місцевою поліцією
  - Директорат спеціальних підрозділів
  - Апарат Генерального комісара
    - Прес-служба
    - Історична служба
    - Служба зв'язків з громадськістю та протоколу
    - Служба комплексної політики
    - Служба національної безпеки
    - Служба внутрішніх перевірок
- Генеральний директорат адміністративної поліції
  - Директорат операцій адміністративної поліції
  - Директорат дорожньої поліції
  - Директорат транспортної поліції
    - Авіаційна поліція
    - Залізнична поліція
    - Водна поліція

  - Загони і служби
    - Кінна поліція
    - Охорона поліцейських палаців
    - Охорона Штабу Верховного головнокомандувача ОЗС НАТО в Європі
    - Кінологічна служба
    - Авіаційна служба
- Директорат судової поліції
  - Управління операцій судової поліції
  - Спеціалізовані місії у військовому середовищі
  - Управління боротьби зі злочинами проти осіб
  - Управління боротьби зі злочинами проти майна
  - Управління боротьби з економічними і фінансовими злочинами
  - Управління боротьби з організованою злочинністю
  - Управління технічної і наукової поліції
  - 14 децентралізованих судових управлінь
- Директорат ресурсів та інформації
  - Дирекція з набору та відбору
  - Управління інфраструктури та обладнання
  - Управління матеріально-технічного забезпечення
  - Дирекція з підготовки кадрів
  - Дирекція управління та мобільності персоналу
  - Управління внутрішнього попередження і захисту на робочому місці
  - Медична служба
  - Управління внутрішніх відносин
  - Дирекція інформаційних технологій
  - Управління закупівлями
  - Управління фінансів
  - Управління правових питань, судових процесів і статуту

## Управління спеціальних підрозділів (DSU)
DSU (абр. від англ. Directorate of special units, нід. Directie van de speciale eenheden, укр. Управління спеціальних підрозділів) — спеціальні підрозділи Федеральної поліції Бельгії, що призначений для бородьби з тероризном, з організованою злочинністю, звільнення заручників, затримання небезпечних та озброєних злочинців. DSU здійснює реагування на надзвичайні ситуації, арешти та обшуки з підвищеним ризиком, операції спостереження, операції під прикриттям тощо.
Головний комісар Ерік Лівін, один із колишніх командирів DSU, стверджує, що «Злочинцеві, який має справу з DSU, пощастить більше, ніж іншим. Вони намагаються застосовувати мінімальну силу та насильство, але при цьому досягають максимальної ефективності».

### Історія створення DSU
В рамках організації Бельгійської жандармерії в 1972 році був створений спеціальний підрозділ втручання. Причиною цього стали драматичні події на Олімпійських іграх у Мюнхені. Цей підрозділ отримав назву Group Diane. 
У 1974 році в жандармерії Group Diane була перейменована в Ескадрилью спеціального втручання (SIE) та додано підрозділи, відповідальні за спостереження та технічну підтримку. Згодом було створено POSA та підпорядковано їх тому ж командуванню, що й SIE. У 1980-х роках цей підрозділ діяв проти ультралівих екстремістів, що вчиняли терористичні акти.
У 2001 році всі бельгійські поліцейські сили (муніципальна, судова та Рейксвахт/жандармерія) були реформовані в інтегровану поліцію, структуровану на двох рівнях: місцеву поліцію та федеральну поліцію. SIE/ESI набув форми Управління спеціальних підрозділів (DSU), яке було частиною новоствореної федеральної поліції. У 2007 році DSU було інтегровано до Офісу Генерального комісара (CG), і його назву було змінено на CGSU. У зв’язку з оптимізаційною реформою федеральної поліції, яка розпочалася в 2014 році, спеціальні підрозділи були переведені з Управління Генерального комісара до Генерального управління судової поліції (DGJ), одного з трьох генеральних управлінь, що підпорядковуються Управлінню Генеральний комісар. Це було визнано більш логічним через оперативний та судовий характер завдань спецпідрозділів федеральної поліції. Згодом назву та абревіатуру було змінено (повернено) на Управління спеціальних підрозділів (DSU).

### Організація діяльності
Загалом Управління спецпідрозділів налічує 540 співробітників. DSU є одним із чотирьох центральних управлінь Генерального управління судової поліції (DGJ), яке відповідає за кримінальні розслідування та операції з боротьби зі злочинністю. DSU складається з централізованих підрозділів і децентралізованих підрозділів. Централізовані підрозділи називаються «спеціальними підрозділами» і складаються з: 
- підрозділ інтервенції
- блок спостереження
- команда під прикриттям (UCT)
- Національна служба технічної підтримки (НТСУ)

Усі вони розміщені в поліцейському управлінні в Еттербеку .
Є чотири децентралізовані підрозділи під назвою «Взводи захисту, спостереження, підтримки та арешту» (POSA), розташовані по всій країні:
- POSA Gent
- POSA Антверпен
- POSA Шарлеруа
- POSA Льєж

Загальний контроль за ДСУ покладено на Міністерство внутрішніх справ, але залежно від обставин підрозділ може бути переданий під оперативне управління Міністерства юстиції. До 1994 року підрозділ перебував у підпорядкуванні Міністерства оборони.
Існують також ще два спеціалізовані підрозділи, одна команда має шість навчених поліцейських собак (вони використовують бельгійських малінуа) для виявлення наявності вибухових матеріалів або боєприпасів, інша – команда ідентифікації жертв катастрофи (DVI), яка була створена в 1978 після катастрофи в Лос-Альфакесі. Вони були причетні до катастрофи Herald of Free Enterprise, катастрофи на залізниці в Буйзінгені в 2010 році та аварії автобуса в 2012 році в Швейцарії.

## Звання
| Знак              | Звання                      |
| ----------------- | --------------------------- |
| Офіцерський склад |                             |
|                   | Головний комісар            |
|                   | Комісар                     |
|                   | Молодший комісар            |
| Середній склад    |                             |
|                   | Головний інспектор          |
|                   | Молодший головний інспектор |
| Основний склад    |                             |
|                   | Інспектор                   |
|                   | Молодший інспектор          |
| Рядовий склад     |                             |
|                   | Офіцер                      |
|                   | Молодший офіцер             |

## Галерея

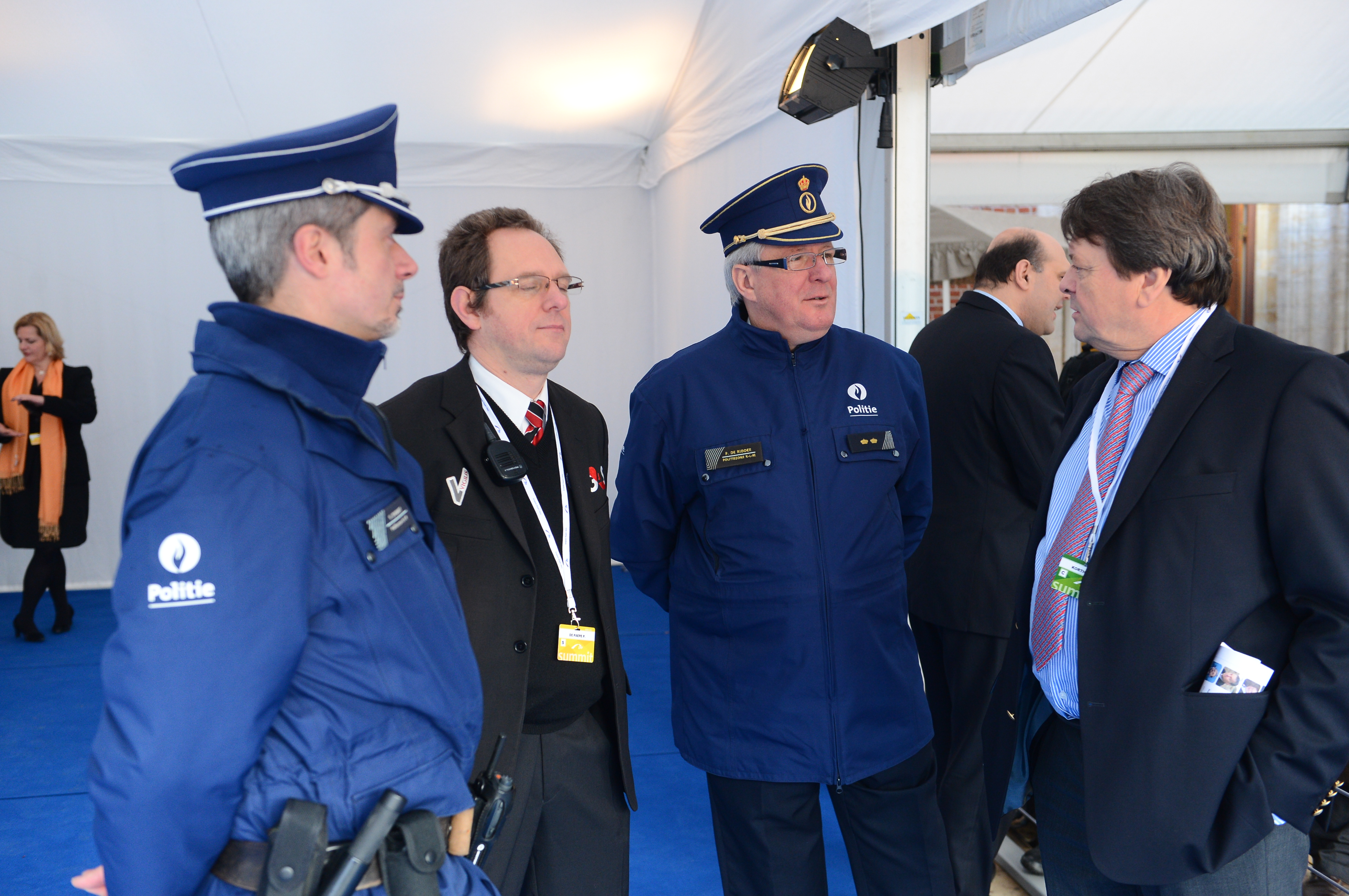
Бельгійські поліцейські
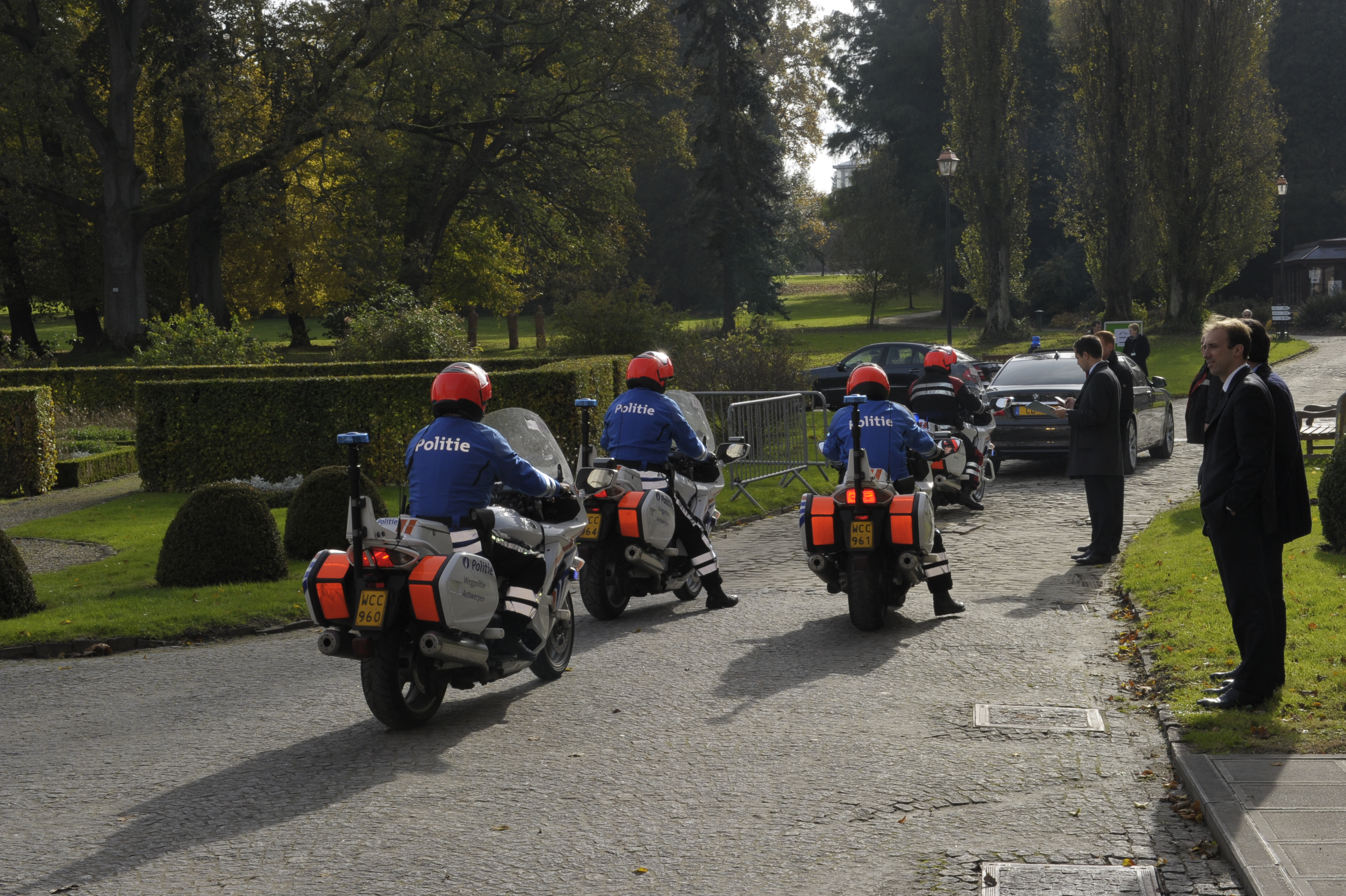
Бельгійські поліцейські мотоцикли
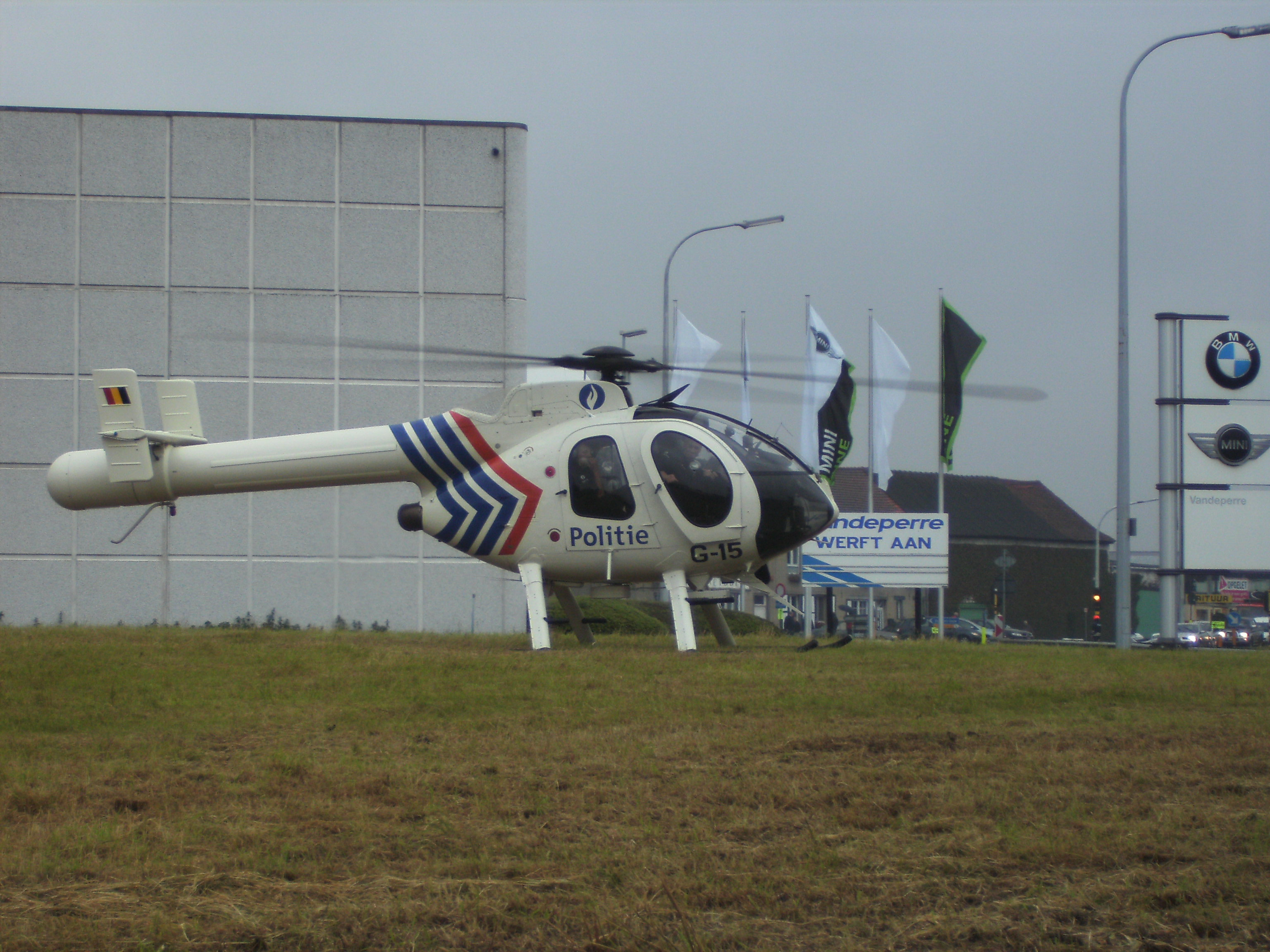
Бельгійський поліцейський гелікоптер

1. ↑  CGSU : unités spéciales de la police fédérale (French) . Policelocale.be. 16 січня 2015. Процитовано 23 квітня 2016.
2. ↑  Janq Designs. Special Operations.Com. Архів оригіналу за 4 лютого 2012. Процитовано 23 квітня 2016.
3. ↑  Le roi Albert visite les unités spéciales de la police fédérale. dhnet.be (French) . La Dernière Heure.